# Jean de Montrémy
Jean de Montrémy (ur. 18 maja 1913 roku, zm. 16 grudnia 1998 roku) – francuski kierowca wyścigowy.

## Kariera
W wyścigach samochodowych de Montrémy startował w wyścigach zaliczanych do klasyfikacji Mistrzostw Świata Samochodów Sportowych. W latach 1949-1951, 1953, 1955 Francuz pojawiał się w stawce 24-godzinnego wyścigu Le Mans. W pierwszym sezonie startów odniósł zwycięstwo w klasie S 1.1, a w klasyfikacji generalnej był dwunasty. W kolejnych dwóch sezonach stawał na drugim stopniu podium klasy S 750.